# Salix kusnetzowii
Salix kusnetzowii är en videväxtart som beskrevs av Lacksch., Görz. Salix kusnetzowii ingår i släktet viden, och familjen videväxter. Inga underarter finns listade i Catalogue of Life.